# Coly (Dordogne)
Coly ist eine frühere französische Gemeinde mit 214 Einwohnern (Stand: 1. Januar 2022) im Département Dordogne in Nouvelle-Aquitaine. Sie gehörte zum Arrondissement Sarlat-la-Canéda und zum seit 2015 bestehenden Kanton Terrasson-Lavilledieu. 
Der Erlass vom 25. September 2018 legt mit Wirkung zum 1. Januar 2019 die Eingliederung von Coly als Commune déléguée zusammen mit der früheren Gemeinde Saint-Amand-de-Coly zur Commune nouvelle Coly-Saint-Amand fest.

## Geografie
Coly liegt etwa 42 Kilometer ostsüdöstlich von Périgueux am Flüsschen Coly in den hier sein Zufluss Chironde einmündet.
Umgeben wird Coly von den Nachbargemeinden und der delegierten Gemeinde:
| Condat-sur-Vézère |                                             | Terrasson-Lavilledieu |
|                   | Kompassrose, die auf Nachbargemeinden zeigt |                       |
|                   | Saint-Amand-de-Coly (Commune déléguée)      | La Cassagne           |

## Bevölkerungsentwicklung

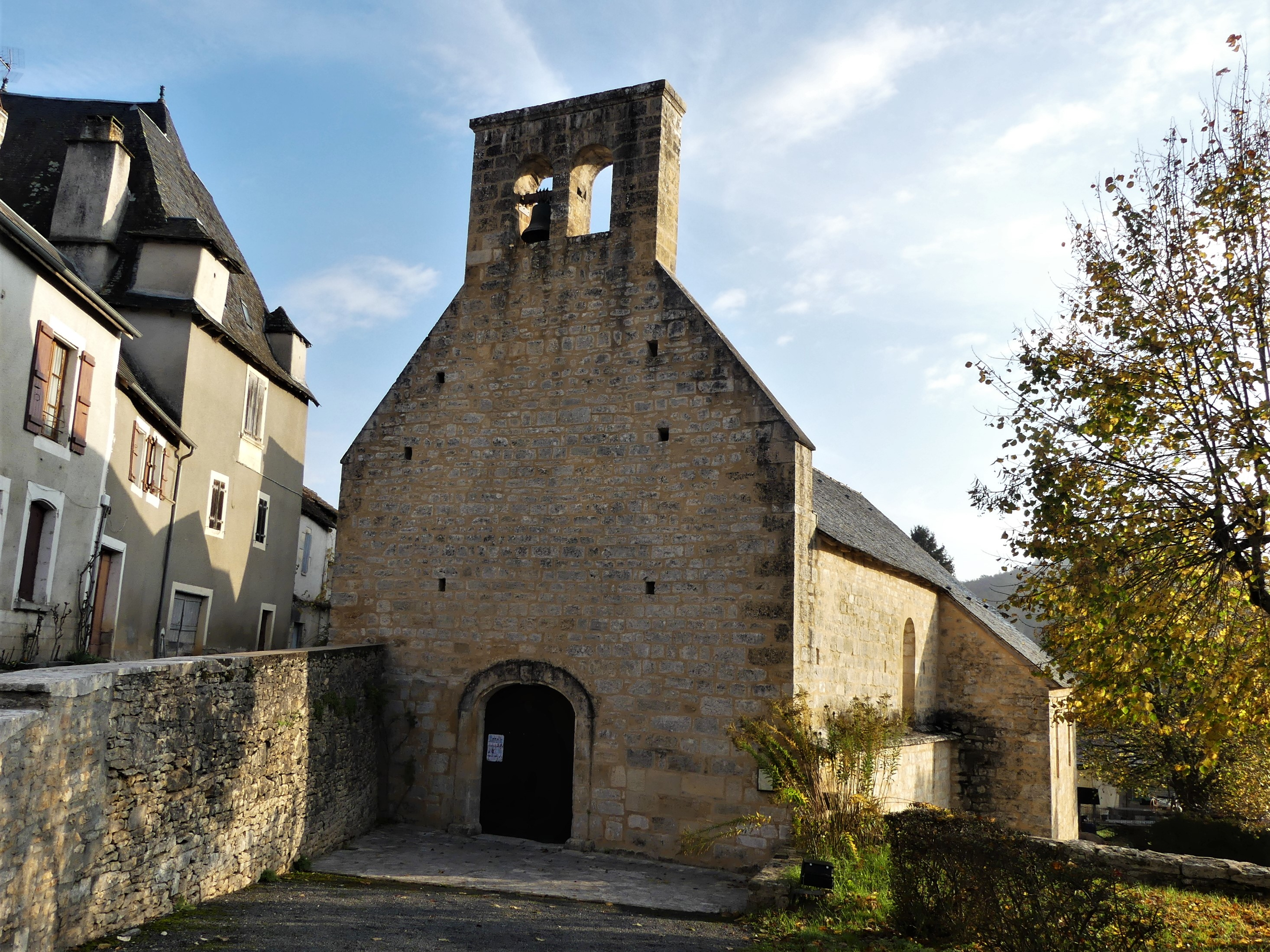
Kirche Saint-Raphaël

Nach Beginn der Aufzeichnungen stieg die Einwohnerzahl in der Mitte des 19. Jahrhunderts auf einen Höchststand von 315. In der Folgezeit setzte eine Phase der Stagnation ein, die die Zahl der Einwohner bei kurzen Erholungsphasen bis zu den 1940er und 1960er Jahren auf rund 160 Einwohner sinken ließ, bevor eine Phase moderatem Wachstums bis zur Jahrtausendwende einsetzte, bei der die Größe auf 230 Einwohner stieg, bevor eine erneute Phase der Stagnation begann.
| Jahr      | 1962 | 1968 | 1975 | 1982 | 1990 | 1999 | 2006 | 2011 | 2022 |
| --------- | ---- | ---- | ---- | ---- | ---- | ---- | ---- | ---- | ---- |
| Einwohner | 163  | 159  | 174  | 168  | 193  | 230  | 219  | 224  | 214  |

## Sehenswürdigkeiten
- Kirche Saint-Raphaël aus dem 12. Jahrhundert
- Schloss